# Moral & Wahnsinn
Moral & Wahnsinn è l'ottavo album in studio del gruppo death/folk metal Die Apokalyptischen Reiter.

## Tracce
1. Die Boten – 3:28
2. Gib dich hin – 3:51
3. Hammer oder Amboss – 3:34
4. Dir gehört nichts – 3:03
5. Dr. Pest – 3:54
6. Moral & Wahnsinn – 3:12
7. Erwache – 3:33
8. Heimkehr – 1:45
9. Wir reiten – 3:57
10. Hört auf – 3:30
11. Ein liebes Lied – 3:14

## Formazione
- Fuchs - voce, chitarra
- Ady - chitarra elettrica
- Volk-Man - basso elettrico
- Sir G. - batteria
- Dr. Pest - tastiere